# Pseudacteon palpatus
Pseudacteon palpatus är en tvåvingeart som beskrevs av Schmitz 1938. Pseudacteon palpatus ingår i släktet Pseudacteon och familjen puckelflugor. Inga underarter finns listade i Catalogue of Life.